# José Rondeau

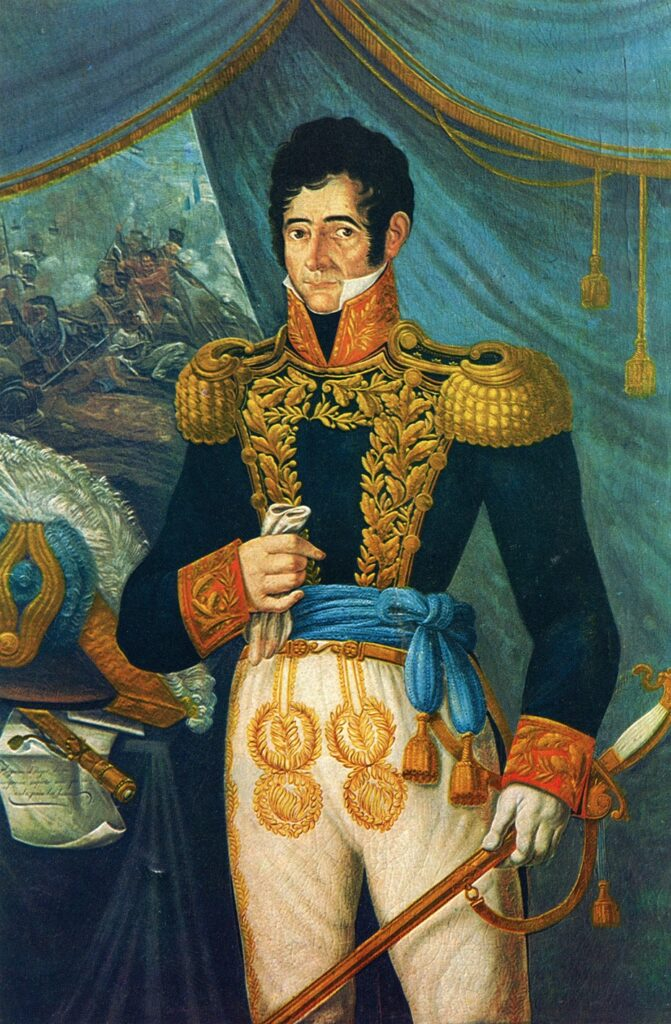
José Rondeau (um 1820)

José Casimiro Rondeau Pereyra (* 4. März 1773 in Buenos Aires; † 18. November 1844 in Montevideo) war ein General und Politiker in Argentinien und Uruguay im frühen 19. Jahrhundert und als Director Supremo von Juni 1819 bis Februar 1820 Staatsoberhaupt der Vereinigten Provinzen des Río de la Plata. Außerdem wurde er im Dezember 1828 von der verfassungsgebenden Versammlung Uruguays zum ersten Gouverneur von Uruguay nach der internationalen Anerkennung der Unabhängigkeit gewählt. Im April 1830 trat er kurz vor Inkrafttreten der Verfassung zu Gunsten von Juan Antonio Lavalleja zurück.

## Leben
Rondeau wurde in Buenos Aires geboren, seine Familie zog aber bald nach seiner Geburt nach Montevideo, wo er aufwuchs und zu Schule ging. Im Alter von 20 Jahren trat er in Buenos Aires in die Armee ein, wurde aber bald in ein Regiment nach Montevideo versetzt. Während der britischen Invasion 1806 wurde er gefangen genommen und nach England geschickt. Nach der Niederlage der Briten wurde er freigelassen und ging nach Spanien, wo er in den napoleonischen Kriegen kämpfte. Als er 1810 nach Montevideo zurückkehrte, schloss er sich den Unabhängigkeitskämpfern an und wurde deren militärischer Anführer. Durch seine Erfolge in verschiedenen Kämpfen bekam er schließlich den Posten des Militärführers im Feldzug gegen die Spanier in Peru, wo er José de San Martín ersetzte, der aus gesundheitlichen Gründen zurücktrat.
1815 wurde er zum Director Supremo de las Provincias Unidas (dem heutigen Argentinien) gewählt, konnte dieses Amt aber aufgrund von Abwesenheit nicht ausüben und wurde von Ignacio Álvarez Thomas vertreten. 1816 wurde er nach zwei Niederlagen in Peru gegen die Spanier bei den Schlachten von Venta y Media und Sipe-Sipe von seinem Kommando enthoben. Er kehrte nach Buenos Aires zurück, wo er vom 5. Juli bis zum 30. Juli 1818 als Interims-Gouverneur diente. 1819 wurde er der Nachfolger von Juan Martín de Pueyrredón als Director Supremo de las Provincias Unidas (diesmal konnte er das Amt ausüben), musste aber im darauffolgenden Jahr am 11. Februar nach der Schlacht von Cepeda zurücktreten, in der die Föderalisten den Bürgerkrieg für sich entschieden und die Auflösung des zentralistischen Direktoriats zu Gunsten von souveränen Provinzialregierungen bewirkten.
Rondeau zog sich in der Folgezeit immer mehr nach Montevideo zurück und versuchte sich aus den Konflikten der miteinander konkurrierenden Generäle der Unabhängigkeitsbewegung herauszuhalten. Dennoch führte er einige Militär-Kampagnen gegen die Ureinwohner der Banda Oriental und gegen Brasilien in den Unabhängigkeitskriegen. Am 1. Dezember 1828, nach dem Vertrag von Montevideo, wurde er von der verfassungsgebenden Versammlung zum ersten Gouverneur der Provincia Oriental del Río de la Plata (entspricht Uruguay) ernannt. Die Versammlung war uneins über die gewillten und polarisierenden Kandidaten Fructuoso Rivera und Juan Antonio Lavalleja, so dass man sich stattdessen für den politisch eher neutralen Rondeau entschied. Bis zu seiner Amtsübernahme am 22. Dezember wurde er von Joaquín Suárez vertreten. Rondeau blieb vom 22. Dezember 1828 bis zum 17. April 1830 in diesem Amt, bis er von Lavalleja, welcher mittlerweile die Mehrheit im Parlament hinter sich hatte, dazu gebracht wurde, sein Amt niederzulegen, und ihn als seinen Nachfolger empfahl.
Rondeau, der dem Partido Colorado angehörte, diente weiterhin als General in der Armee auf der Seite der Colorados, fungierte ab dem 6. Februar 1839 bis zum 5. Januar 1840 als Kriegsminister und wurde 1844 während der Belagerung von Montevideo getötet.